# Mariana Rodríguez
Mariana Rodríguez (Caracas, 5 marzo 1991) è una modella, showgirl e attrice venezuelana.

## Biografia
Nata a Caracas, in Venezuela, è la più piccola della famiglia, con un fratello e una sorella maggiore. La mamma è una persona di campagna, mentre il padre è un agente di polizia.

## Carriera
Nel 2010 si trasferisce in Italia, a Milano. Facendo da spola tra il capoluogo lombardo e Roma, intraprende la carriera di modella, iniziando a lavorare per vari marchi italiani e internazionali. Nel 2012 partecipa a Veline, programma ideato da Antonio Ricci e condotto da Ezio Greggio, vincendo la puntata del 27 luglio, ma non riuscendo poi a superare le fasi finali. Nello stesso anno realizza un book fotografico per l'azienda di abbigliamento X-Cape Urban Fashion.
Nel 2014 debutta come attrice nel film Ma tu di che segno 6? di Neri Parenti. Nell'autunno dello stesso anno partecipa, in coppia con Romina Giamminelli, alla terza edizione del reality show di Rai 2 Pechino Express condotto da Costantino della Gherardesca. Nel 2015 Mariana ha posato per il calendario sexy di Vuemme. Nella primavera dello stesso anno partecipa alla seconda edizione del talent show Si può fare! condotto da Carlo Conti su Rai 1.
Nel 2016 partecipa ad Affari tuoi, programma legato alla Lotteria Italia e condotto da Flavio Insinna, nella puntata speciale del 6 gennaio. Il successivo 12 aprile partecipa come concorrente (nella categoria modelle) al programma televisivo culinario La cuoca bendata in onda su Real Time e condotto da Benedetta Parodi. Sempre nello stesso anno esce il suo secondo calendario senza veli, per la rivista maschile For Men, e fa parte dei concorrenti della prima edizione del reality show Grande Fratello VIP in onda su Canale 5 e condotto da Ilary Blasi, venendo eliminata nel corso della semifinale. Dopo la fine di quel reality, Mariana è entrata, come valletta fissa e ballerina/showgirl, nel cast fisso del programma Matrix Chiambretti, in onda su Canale 5 e condotto da Piero Chiambretti.
Nel 2017 ha vestito i panni di inviata nel programma Le Iene per realizzare un reportage sulla profonda crisi economica del Venezuela, suo paese d'origine. Torna a fare l'attrice nel 2025 nella serie Gangs of Milano su Sky.

## Filmografia

### Cinema
- Mandrake: The Movie, regia di José Enrique Fonseca (2013)
- Ma tu di che segno 6?, regia di Neri Parenti (2014)
- Addio fottuti musi verdi, regia di Francesco Capaldo (2017)

### Televisione
- Gangs of Milano - Le nuove storie del Blocco – serie TV (2025)

### Videoclip
- Como suena el corazon di Gigi D'Alessio, Clementino (2020)

## Programmi TV
- La fiera de la alegria (Telemundo, 2006)
- Ciak... si canta! (Rai 1, 2011) Valletta
- Veline (Canale 5, 2012) Concorrente
- Pechino Express (Rai 2, 2014) Concorrente
- Si può fare! (Rai 1, 2015) Concorrente
- La cuoca bendata (Real Time, 2016) Concorrente
- Grande Fratello VIP (Canale 5, 2016) Concorrente
- Furore (Rai 2, 2017) Concorrente
- Matrix Chiambretti (Canale 5, 2016) Valletta
- Le Iene (Italia 1, 2017) Inviata
- All Together Now 2 (Canale 5, 2019) Giurata
- Supervivientes (Telecinco, 2022) Concorrente

## Campagne Pubblicitarie
- BucciaDiMela (2017)
- Vapa (2018)

## Agenzie
- Benegas Models & Management[1] - Milano